# Liste bekannter Pythagoreer
Die Liste bekannter Pythagoreer umfasst antike Vertreter der Lehre des Philosophen Pythagoras einschließlich der Neupythagoreer. Die Mittelplatoniker und Neuplatoniker verehrten zwar Pythagoras und waren teils von pythagoreischem Gedankengut erheblich beeinflusst, doch waren sie meist in erster Linie Platoniker. Von ihnen sind nur einige besonders stark pythagoreisch orientierte, die oft zu den Neupythagoreern gezählt werden, angeführt. Nicht berücksichtigt sind Personen, über die außer dem Umstand, dass sie Pythagoreer waren, nichts oder fast nichts bekannt ist.

## 6. bis 4. Jahrhundert v. Chr.
- Alkmaion von Kroton (Zugehörigkeit zu den Pythagoreern unsicher)
- Archippos von Tarent
- Archytas von Tarent
- Damo (möglicherweise fiktive Gestalt)
- Damon und Phintias
- Demokedes
- Diodoros von Aspendos
- Echekrates
- Ekphantos
- Eurytos
- Hiketas von Syrakus
- Hipparchos (Pythagoreer) (fiktive Gestalt)
- Hippasos von Metapont
- Hippon
- Kleinias von Tarent
- Lykon von Iasos
- Lysis
- Milon
- Myia
- Philolaos
- Phintys (möglicherweise fiktive Gestalt)
- Theano (Pythagoreerin)
- Timaios von Lokroi (möglicherweise fiktive Gestalt)
- Timycha (möglicherweise fiktive Gestalt)
- Xenophilos von der Chalkidike

## Neupythagoreer (ab 1. Jahrhundert v. Chr.)
- Apollonios von Tyana
- Damis (angeblich Neupythagoreer, aber in Wirklichkeit fiktive literarische Gestalt)
- Iamblichos von Chalkis (Neuplatoniker und Neupythagoreer)
- Moderatos von Gades
- Nigidius Figulus (Beziehung zum Pythagoreismus umstritten)
- Nikomachos von Gerasa (Mittelplatoniker und Neupythagoreer)
- Numenios (Mittelplatoniker und Neupythagoreer)
- Quintus Sextius
- Sotion